# Enskede gård (metrostation)
Enskede gård is een station van de metro van Stockholm, dat gelegen is in de gelijknamige wijk van het stadsdeel Enskede-Årsta-Vantör. Het station wordt bediend door metrolijn T19 van de groene route en ligt op 3,8 km ten zuiden van Slussen.

## Geschiedenis
Het station is op 10 januari 1930 geopend als onderdeel van de Örbybanan, een sneltram op vrije baan die als voorloper van de metro naar de zuidelijke voorsteden is gebouwd. Het huidige metrotracé gebruikt tussen Globen en Stureby de Örbybanan (kaart), die tussen 1946 en 1951 is omgebouwd tot metro. Tijdens de ombouw bleef het vervoer in stand door lijn 19. Op 9 september 1951 was de ombouw tot metrolijn T19 gereed en sindsdien is het station ingebruik als metrostation. Het tramstation Lindevägen, tussen Enskede gård en Globen, werd toen gesloten door de samenvoeging van twee stations tot Globen. Volgens de plannen om de blauwe route te koppelen aan de zuidtak van de groene route zal zich dit herhalen in de vorm van een nieuw ondergronds station ter vervanging van Enskede gård en Globen. Het plan is dat dit in 2025 gereed zal komen, waarmee Enskede gård het honderdjarig bestaan net niet zal halen.

## Station
Het station heeft een eilandperron dat vanaf de noordzijde toegankelijk is uit een voetgangerstunnel onder het spoor. Vanaf de ingang gezien ligt het spoor naar  Hagsätra links en naar  Hässelby strand rechts. Het station wordt sinds 2012 opgesierd door het kunstwerk Ogenblik in beweging van Maria Miesenberger. Het kunstwerk bestaat uit granieten en keramieken wandbekleding en beelden uit aluminium.

## Galerij

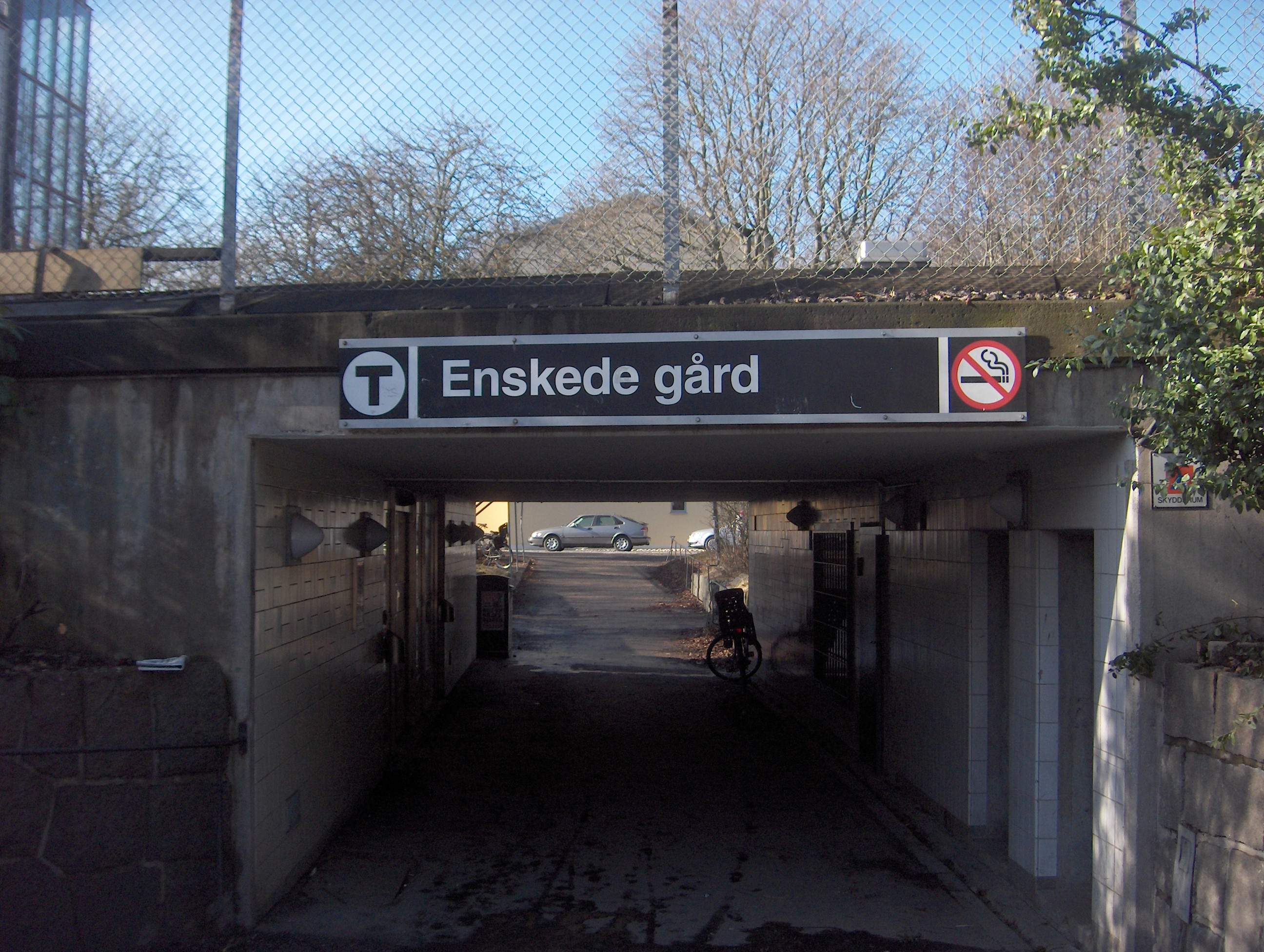
De voetgangerstunnel
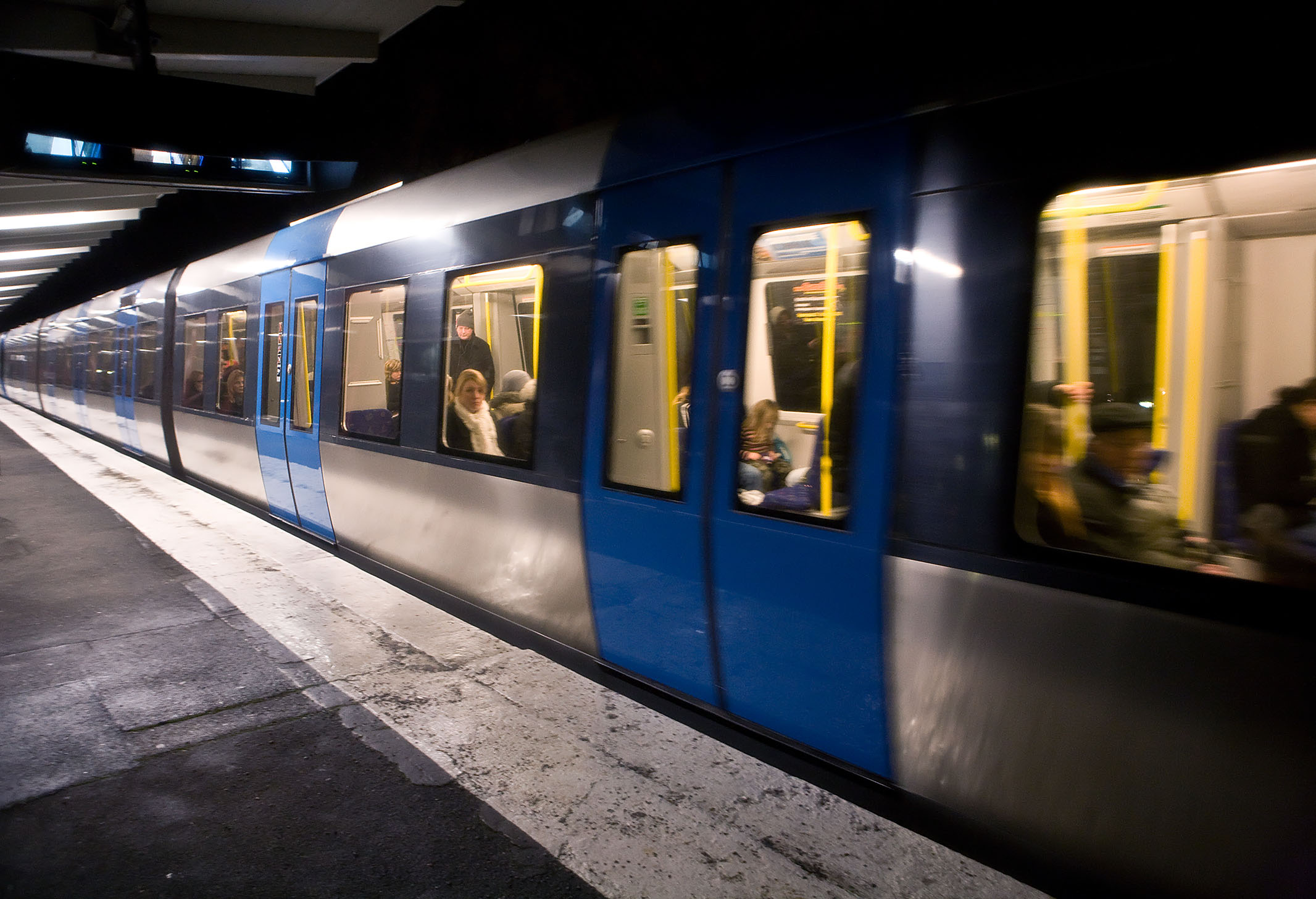
C20F in Enskede gård, december 2007.
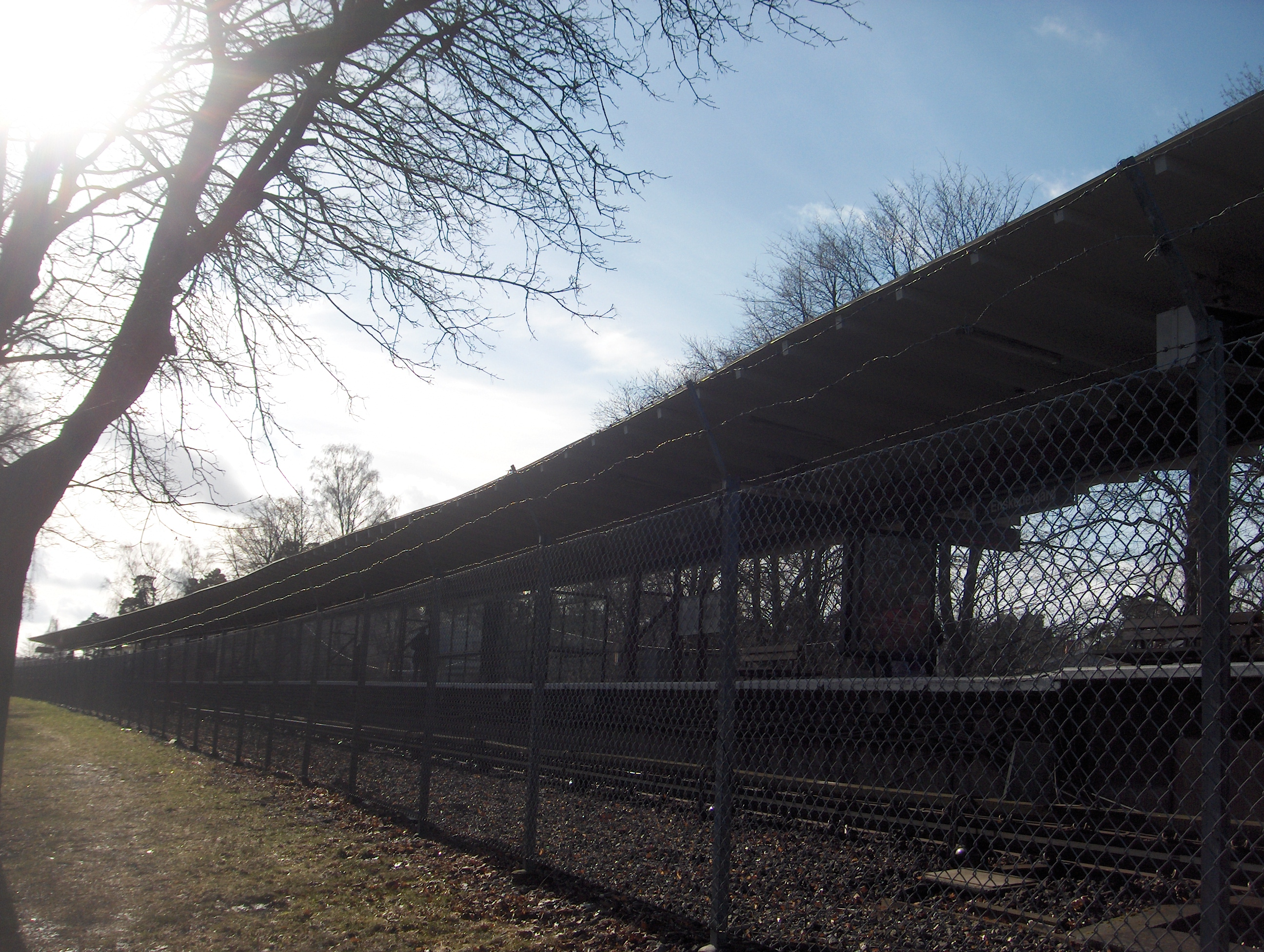
Het station in maart 2008.

Hässelby strand · 
Hässelby gård ·
Johannelund ·
Vällingby ·
Råcksta ·
Blackeberg ·
Islandstorget ·
Ängbyplan ·
Åkeshov· 
Brommaplan·
Abrahamsberg· 
Stora Mossen· 
Alvik · 
Kristineberg · 
Thorildsplan  · 
Fridhemsplan · 
S:t Eriksplan · 
Odenplan  · 
Rådmansgatan  · 
Hötorget · 
T-Centralen ·  
Gamla Stan · 
Slussen · 
Medborgarplatsen ·  
Skanstull · 
Gullmarsplan ·  
Globen ·
Enskede gård ·
Sockenplan ·
Svedmyra ·
Stureby ·
Bandhagen ·
Högdalen ·
Rågsved ·
Hagsätra